# Capalbio Scalo
Capalbio Scalo, of Capalbio Stazione, is een plaats (frazione) in de Italiaanse gemeente Capalbio. Het werd gesticht in de 20e eeuw.

## Bezienswaardigheden
- De kerk van Santa Maria Goretti, parochiekerk van Capalbio Scalo.
- Meer van Burano, gelegen in het zuiden, net voorbij de spoorweg.
- Toren van Buranaccio, kust-forten in de buurt van de meer.